# Murosternum mocquerysi
Murosternum mocquerysi är en skalbaggsart som beskrevs av Jordan 1894. Murosternum mocquerysi ingår i släktet Murosternum och familjen långhorningar.
Artens utbredningsområde är:
- Gabon.
- Liberia.

Inga underarter finns listade i Catalogue of Life.